# 세르게이 댜길레프

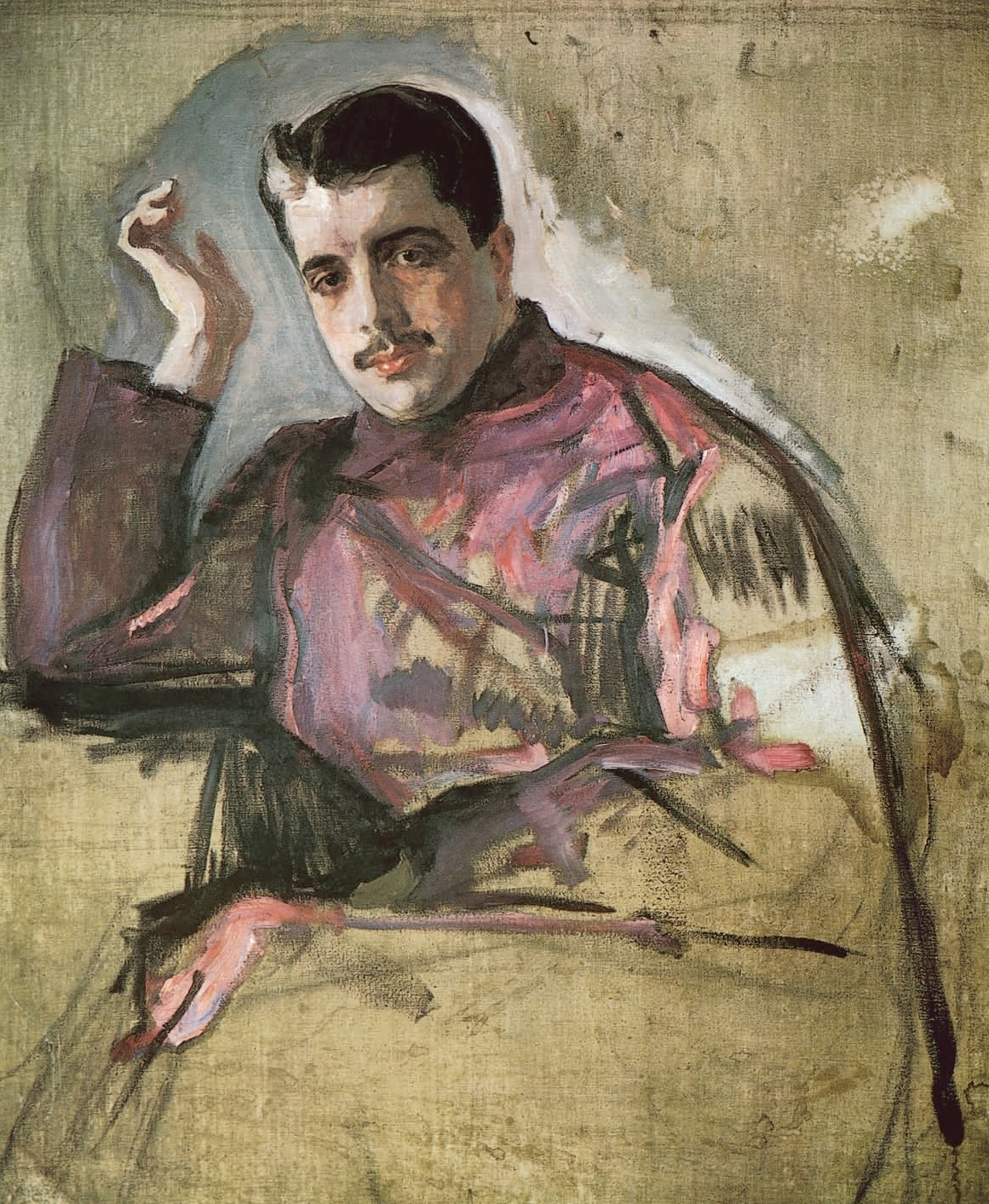
1909년 당시의 댜길레프, 발렌틴 알렉산드로비치 세로프

세르게이 파블로비치 댜길레프(러시아어: Серге́й Па́влович Дя́гилев, 1872년 3월 31일 ~ 1929년 8월 19일)는 러시아의 미술 평론가, 후원자, 발레 흥행주, 그리고 많은 유명한 무용수와 안무가들이 뒤에 명성을 얻게 된 발레 루스의 설립자이다.

## 초창기와 경력
세르게이 댜길레프는 러시아 제국 말기에 다다를 무렵, 노브고로드현(현재의 러시아 노브고로드주) 셀리시 러시아 제국군 장교로 복무했던 파벨 댜길레프의 부유한 집안에서 태어났다. 페름에 있던 댜길레프 가문은 매주 둘째 목요일에 음악의 밤을 열었는데, 모데스트 무소륵스키가 댜길레프의 집을 가장 많이 찾은 손님 가운데 한 명이기도 했다. 그는 수도로 보내져서 상트페테르부르크 대학에서 법률을 공부하게 되었다. 댜길레프는 역시 상트페테르부르크 음악원에서 성악과 음악 수업을 함께 배우기 시작했다. 댜길레프의 음악을 향한 애정은 그의 계모에게서 길러진 것이다.

## 미술 세계
1892년 음악원을 졸업하면서 댜길레프는 작곡의 꿈을 버리고, 댜길레프는 뒤에 Pickwickians라고 불리던 영향력 있는 예술가들의 모임에 들어가게 되었다. (그의 담당 교수인 니콜라이 림스키코르사코프는 댜길레프에게 음악적 재능이 전혀 없다는 말을 하였다) 그 모임의 예술가들은 알렉산드르 브노이즈, 발테르 누벨, 콘스탄틴 소모프, 발디미르 드미트리비치 필로소포프와 레온 박스트 등으로 구성되었다. 그 그룹이 댜길레프를 바로 받아들이지 않았지만, 브노이즈는 댜길레프가 러시아와 서유럽의 예술에 관한 지식을 발전시키도록 도왔다. 그는 두 번째 해에, 댜길레프는 이 새로운 관심사를 열렬히 흡수하였고, (심지어 공부를 위해서 해외 여행을 하였다) 그 모임의 지식인 중 한 명으로 존경받았다.
볼쇼이의 감독인 사바 마몬토프과 마리아 테니쉬바 공주의 재정적인 지원으로, 그 집단은 1898년 미술 세계(Mir Iskusstva)'라는 저널을 설립하였다. 그 저널은 서유럽의 현조류를 소개하였고, 그 그룹의 시각에서, 튀어난 창조성과 독창성을 보여준 러시아 예술가들을 집중 조명하였다. '미술 세계'는 6년간 지속되었고, 러시아 예술과 러시아인 의식에 주목할 만한 효과를 거두었다.

### 황실 극장
1899년 댜길레프는 그 당시 막 모든 황실 극장의 감독권을 맡은 세르게이 미하일로비치 볼꼰스키의 특별 어시스턴트가 되었다. 댜길레프는 곧 1900년에 황실 극장 연간 공연에 책임자가 되면서, 그의 친한 친구들에게 신속히 의뢰하게 되었다. 레온 박스트는 프랑스어 극인 《Le Coeur de la Marquise》을 위해 의상을 디자인하려고 했고, 브노이즈가 세르게이 타네에브의 오페라인 《큐피트의 복수》를 작업할 기회를 얻게 되었다.
댜길레프는 발레에 관심을 가지게 되면서, 브노이즈의 선호 작품인 레오 들리브의 발레 《실비아》의 재공연을 위해 힘썼다. 이 둘은 정교한 프로덕션 계획을 엮어내서 황실 극장의 기정 인사들을 깜짝 놀라게 하였다. 몇몇의 적대적인 의견차가 늘어나면서, 댜길레프는 1901년 자리에서 물러나게 되었고 귀족들은 그가 명예를 실추시켰다고 생각했다.

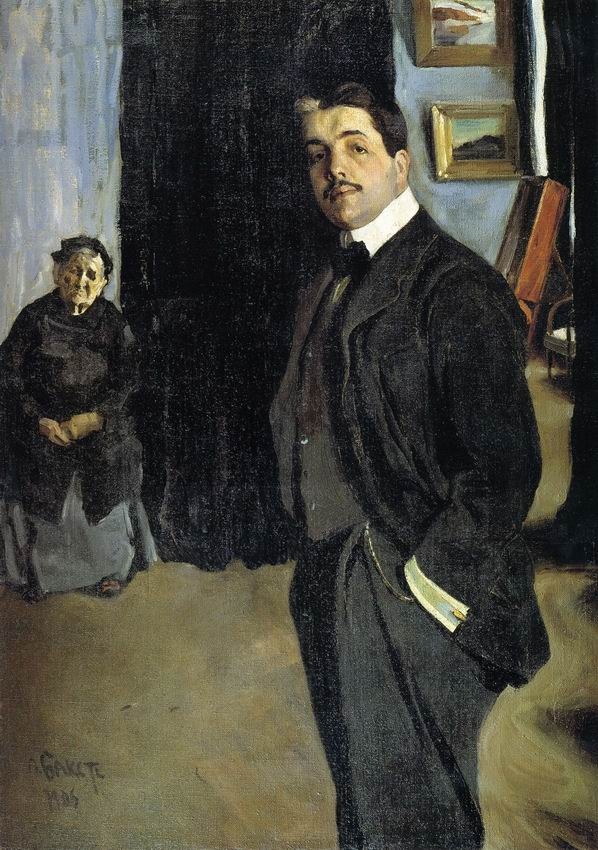
댜길레프의 초상화, 레온 박스트, 1906년

## 발레 루스
댜길레프의 친구들은 그의 곁에 충실히 남아서, 그를 뒤따르고 전시회를 열도록 도움을 주었다. 1905년 그는 상트페테르부르크에서 러시아 초상 화가들의 전시를 주최하였고, 그 다음해, 그는 파리의 쁘띠-빨래(Petit Palais)에서 러시아 미술의 중대한 전시를 가졌다. 1907년 그는 파리에서 5개의 러시아 음악 콘서트를 선보이고, 1908년에는 파리 오페라 극장에서 표도르 샤리아핀이 출연한 《보리스 고두노프》 공연을 주최하였다.

## 발레 루스와 예술가들
이는 그 이듬해에 오페라뿐만 아니라 발레를 다시 초청하도록 이끌었으며, 그의 유명한 발레 루스를 창립하게끔 하였다. 이 발레단은 최고의 젊은 러시아 무용수로 구성되었고, 그들 중에는 안나 파블로바와 바슬라프 니진스키가 있으며, 1909년 5월 19일, 그들의 첫 공연은 큰 화제가 되었다.
그 시기 동안 댜길레프는 별세한 니콜라이 림스키코르사코프의 몇가지 오페라 작품 - 《프스코프의 여인》, 《5월 밤》, 《금계》 - 을 무대에 올렸다. 1910년에 공연된 교향 모음곡 《세헤라자데》의 발레를 위한 편곡은 작곡가의 부인의 분노를 일으켰다. 나데츠다 림스키-코르샤코바는 정기간행물 《Reč'》에서 댜길레프에게 보내는 공개 편지로 항의하였다.
댜길레프는 클로드 드뷔시(《희롱》, 1913), 모리스 라벨(《다프니스와 클로에》, 1912), 에리크 사티(《퍼레이드》, 1917), 리하르트 슈트라우스(《조세프의 전설》, 1914), 세르게이 프로코피예프(《알라와 롤리》는 댜길레프에게서 퇴짜를 받자, 《시칠리안 모음곡》과 《Chout》로 변용하였다, 1915), 온토리노 레스피기(《환상적인 가게》, 1918), 프란시스 플랑크(《Les Biches》, 1923) 등의 작곡가들에게 발레 음악을 의뢰하였다. 그의 안무가인 미하일 포킨이 주로 발레를 위해 음악을 개작하였다. 댜길레프 역시 무용수와 발레 마스터 레오니드 마신과 함께 일하였다.
발레 루스의 미술감독은 레온 박스트였다. 둘은 좀 더 복잡해진 발레 형식을 단순히 귀족들보다는 일반 대중에게 호소하기 위한 공연 요소와 함께 발전시켰다. 발레 루스의 이국적인 호소는 야수파 화가와 아르 데코 양식의 초기에 영향을 미쳤다.
아마도 댜길레프이 공동작업한 가장 유명한 작곡가는 이고리 스트라빈스키였다. 댜길레프는 스트라빈스키의 초기 관현악 작품인《 불새》와 《스케로초 환상곡》을 듣고 감명받아서, 스트라빈스키에게 발레 루스를 위해 쇼팽의 몇 작품을 편곡해달라고 부탁하였다. 1910년 그는 스트라빈스키에게 불새의 첫 총보를 의뢰하였다. 1911년 《페트르슈카》와 1913년 《봄의 제전》은 바로 그 뒤를 따랐으며, 후에 1920년 《풀치넬라》와 1923년 《결혼》, 이 두 작품에서도 스트라빈스키와 공동작업을 하였다.
댜길레프는 1921년 런던에서 표트르 차이콥스키의 《잠자는 숲속의 미녀》를 상연하였다. 대중에게서 좋은 평가를 받았음에도 불구하고, 재정적으로 성공을 거두진 못했다. 첫 번째 출연진에는 전설적인 발레리나, 올가 스페시브체바가 포함되었다. 댜길레프는 그 작품을 "잠자는 숲속의 공주"라고 이름짓자고 주장했다. 그 이유를 묻자, 댜길레프는 "발레단에 미녀는 아무도 없기 때문!"이라고 빈정대었다.
발레 루스의 후기에는 자주 너무 지적이고, 양식적이라 여겨져서, 조지 발란신과 같은 젊은 안무가가 발레 루스와 함께 큰 진보를 했지만, 첫 번째 몇 시즌에서 절대적인 성공을 거의 얻지 못했다.
19세기 말은 음색과 화음, 리듬과 박자를 다루는 것을 좀 더 자유롭게 함으로써 발전을 가져왔다. 그 당시까지 딱딱한 화음의 구조가 박자의 패턴을 꽤 단순하게 남아있도록 강압되었다. 새로운 세기의 전환에서 화음과 박자 장치 둘다 뻣뻣해졌고, 좀 더 많이 예상 불가능해졌으며, 각 접근방식은 리듬의 효과를 자유롭게 하였고, 이것은 역시 발레에 영향을 끼쳤다.
댜길레프는 이러한 새 음악적 양식에서 근대 발레로 적용시키는데 있어 선구자였다. 라벨이 1912년 발레극 다프니스와 클로에의 마지막 부분에서 5/4 박자를 사용하였고, 발레 루스의 무용수들은 박자를 맞추기 위해서 리허설 동안 세르-게-디아-기-레프를 읊었다.
댜길레프의 발레 루스의 일원은 나중에 발레 양식을 구축하기 위해서 미국(조지 발란신)과 영국으로 건너갔다.(니네트 드 발루아와 마리 램버트). 발레 마스터인 세르게 리파르는 활동 재개를 위해서 파리 오페라 극장으로 건너갔다.

## 사생활

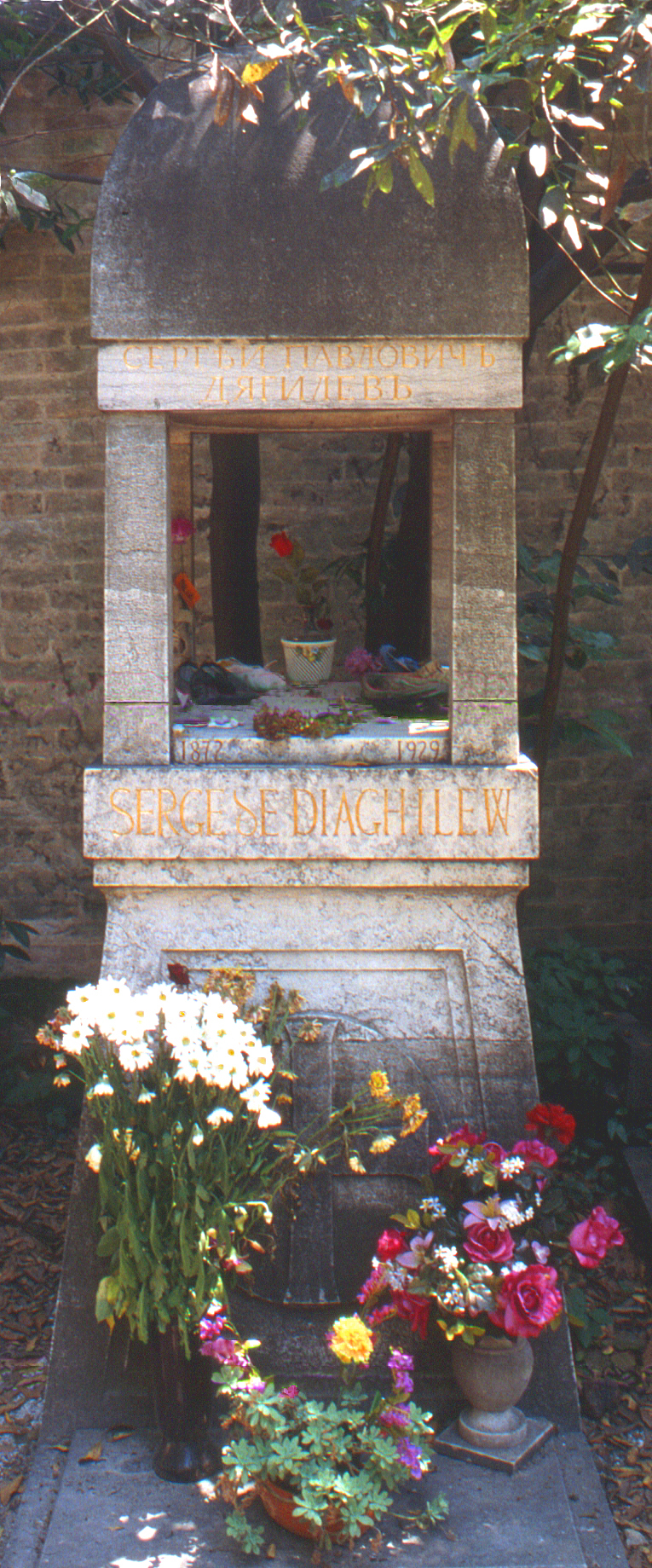
세르게이 댜길레프의 비석, 2005년 6월 베네치아 산 미카엘 묘지에서(orthodox section)

댜길레프는 일생 동안 수많은 동성애 관계를 맺었다. 1921년부너 그가 죽을 때까지 그의 비서였던 보리스 코츠노와 사촌인 디마 필라소포프, 그리고 적어도 자신의 발레단 소속의 4명의 무용수들, 바슬라프 니진스키, 레오니드 마신, 안톤 돌린, 세르게 리파르 등이 있다. 댜길레프는 니진스키가 1913년 결혼한 후, 즉시 그를 발레 루스에서 해고하였다.
댜길레프는 부지런하고 요구가 지나치며, 심지어는 지나칠 정도로 엄격한 감독이었다고 한다. 니네트 드 발루아는 내성적인 사람이 아니지만, 그녀는 댜길레프의 얼굴 보기가 너무도 두려웠다고 말한다. 조지 발란신은 댜길레프는 리허설 동안 지팡이를 들고 다녔는데, 그가 만족하지 못하면 성난 듯 지팡이를 내리쳤다고 한다. 다른 무용수들은 댜길레프가 한 번 처다본 것과 차가운 언행만으로 그들을 압도할 수 있었다고 말한다.
반면 무용수인 얼리샤 마코바, 타마라 카르사비나, 세르게 리파르, 리디아 소코로바는 굳건한 그러나 친절한 아버지상으로 자신보다는 무용수와 발레단의 필요를 우위에 두었다며 호의적으로 기억했다.
세르게 리파르는 댜길레프가 실제로 은행에 돈 한푼없이, 두 개의 코트만 가진채 죽었다고 말한다. 댜길레프는 그의 발레단의 재정을 지원하기 위해서 수표가 돌아오면 수표를 막으며 살았다. 얼리샤 마코바는 발레 루스에 소속될 때 매우 어린 나이였는데, 훗날 말하길, 그녀는 댜길레프를 "세르게이 아빠(Sergypops)"로 불렀고, 그는 마르코바를 마치 딸처럼 챙겨주었다고 말한다.
그는 1929년 8월 19일 이탈리아의 베네치아에서 사망하였다. 유해는 산 미카엘 섬 근처에 묻혔다.

## 참조 자료
- "댜길레프", 리처드 버클, Weidenfeld & Nicolson 출판, 1979; 유일한 중요 전기이다.
- 역사적 동성애 커플 (영문)
- 댜길레프는 누구인가? (영문)
- 20세기 초기의 세리게이 댜길레프, 노스웨스턴 대학교 슬라브어문학과, 러시아 드라마 (영문)
- 세르게이 댜길레프, Andros on Ballet (영문)
- 세르게이 파브로비치 댜길레프(영문) at danceworks
- 세르게이 댜길레프, 댜길레프 페스티발 웹사이트 (영문)